# Molly Box
MollyBox è stato un programma musicale in onda su m2o Radio.

## Storia
Nato nel 2010 il programma andava in onda su m2o Radio dal lunedì al venerdì dalle 14:00 alle 15:00 ed era condotto da Molella.
Lo slogan del programma era: "Lo senti o non lo senti?".
Esisteva anche la versione estiva del MollyBox, chiamata MollyBeach, in onda dal 2012 al 2015, il primo anno sotto il nome di m2o Forever.